# Deutsch Amerikanische Freundschaft
Die Deutsch Amerikanische Freundschaft, auch unter dem Akronym DAF bekannt, war eine Band aus Düsseldorf. Die Band wird von einigen Musikkritikern neben Kraftwerk und Can zu den einflussreichsten deutschen Gruppen im Bereich der elektronischen Musik gezählt.

## Geschichte
Die Band wurde 1978 in Düsseldorf durch den in Klassik und Jazz ausgebildeten Robert Görl (Schlagzeug, Elektronik), den musikalischen Autodidakten Gabriel „Gabi“ Delgado-López (Gesang), Kurt „Pyrolator“ Dahlke (Elektronik; später unter anderem bei Der Plan, Fehlfarben und A Certain Frank), Michael Kemner (Bass; später Fehlfarben und Mau Mau) und Wolfgang Spelmans (Gitarre; später Mau Mau) gegründet. Chrislo Haas (Elektronik (Korg MS-20), Bass, Saxophon; später Liaisons Dangereuses) ersetzte Kurt Dahlke 1979, ehe sich die Gruppe während einer England-Tournee 1981 auf den Kern Robert Görl/Gabi Delgado-López reduzierte, die das Image bzw. Konzept der Gruppe neu festlegten und damit auch kommerziell erfolgreich wurden.

### 1979–1981 Gründungsphase

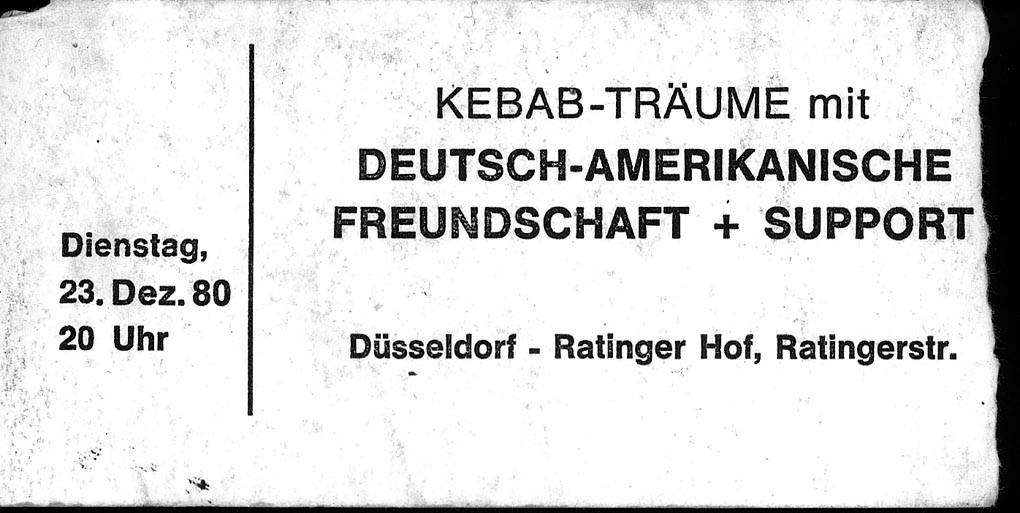
Konzertkarte DAF 1980

Sänger Gabi Delgado-López verließ 1979 kurzfristig vor den Aufnahmen zur ersten LP Ein Produkt der Deutsch-Amerikanischen Freundschaft die Band, kehrte aber anschließend wieder zurück. Dementsprechend ist die Platte ein reines Instrumentalwerk aus 22 unbetitelten Instrumentals, einige nur Sekunden lang. Das Album erschien auf dem Label Warning von Keyboarder Kurt „Pyrolator“ Dahlke, das wenig später in Ata Tak umbenannt und zu einem der einflussreichsten frühen NDW-Labels wurde (unter anderem Der Plan, Andreas Dorau und Pyrolator). 
Über die Gründungsphase sagte Robert Görl später in einem Interview: „Gabi und ich haben uns hier kennengelernt und waren uns ziemlich schnell einig, dass wir was Gemeinsames starten wollen. Wir diskutierten, planten, sprachen und probierten uns eine ganze lange Nacht aus bis in den frühen Morgen, als die Idee zu DAF dann stand. Quasi im Rausche einer Nacht. Wir waren uns sicher, die beste Band der Welt zu werden.“
Kurt Dahlke verließ die Band, als DAF sich nach dem Vertragsabschluss mit Virgin entschieden hatte, nach Großbritannien zu gehen. An seine Stelle trat Chrislo Haas (Elektronik, Bass, Saxophon; später Liaisons Dangereuses), der gemeinsam mit Robert Görl den DAF-typischen Sequencer-Sound einführte. Bei Virgin erschienen die Singles Kebab-Träume und Ich und die Wirklichkeit, kurz darauf stieg Michael Kemner aus und DAF schrumpften zum Quartett Robert Görl/Gabi Delgado-López/Chrislo Haas/Wolfgang Spelmans.
Im Jahr 1980 erreichte die Band mit dem Album Die Kleinen und die Bösen den internationalen Durchbruch. Ihr Stil (Reduktion der zum Einsatz kommenden Musikinstrumente, ungewöhnliche Synthesizerklänge, monotoner Sprechgesang, provokative teilweise dadaistisch anmutende Texte) beeinflusste die Neue Deutsche Welle maßgeblich. Die LP war aufgeteilt in eine Studio-A-Seite, aufgenommen in Konrad „Conny“ Planks Studio und eine Live-B-Seite, aufgenommen im Londoner Club The Electric Ballroom, wo sie im Vorprogramm von Wire auftraten und diese, so Robert Görl, „an die Wand spielten“. Die Kleinen und die Bösen erschien beim Londoner Mute-Records-Label von Daniel Miller.
Nach einer gemeinsamen Tour drängten Robert Görl und Gabi Delgado-López Chrislo Haas und Wolfgang Spelmans aus der Band, um ein erheblich reduzierteres Konzept zu realisieren.

### 1981–1982: Die Phase Delgado-López/Görl

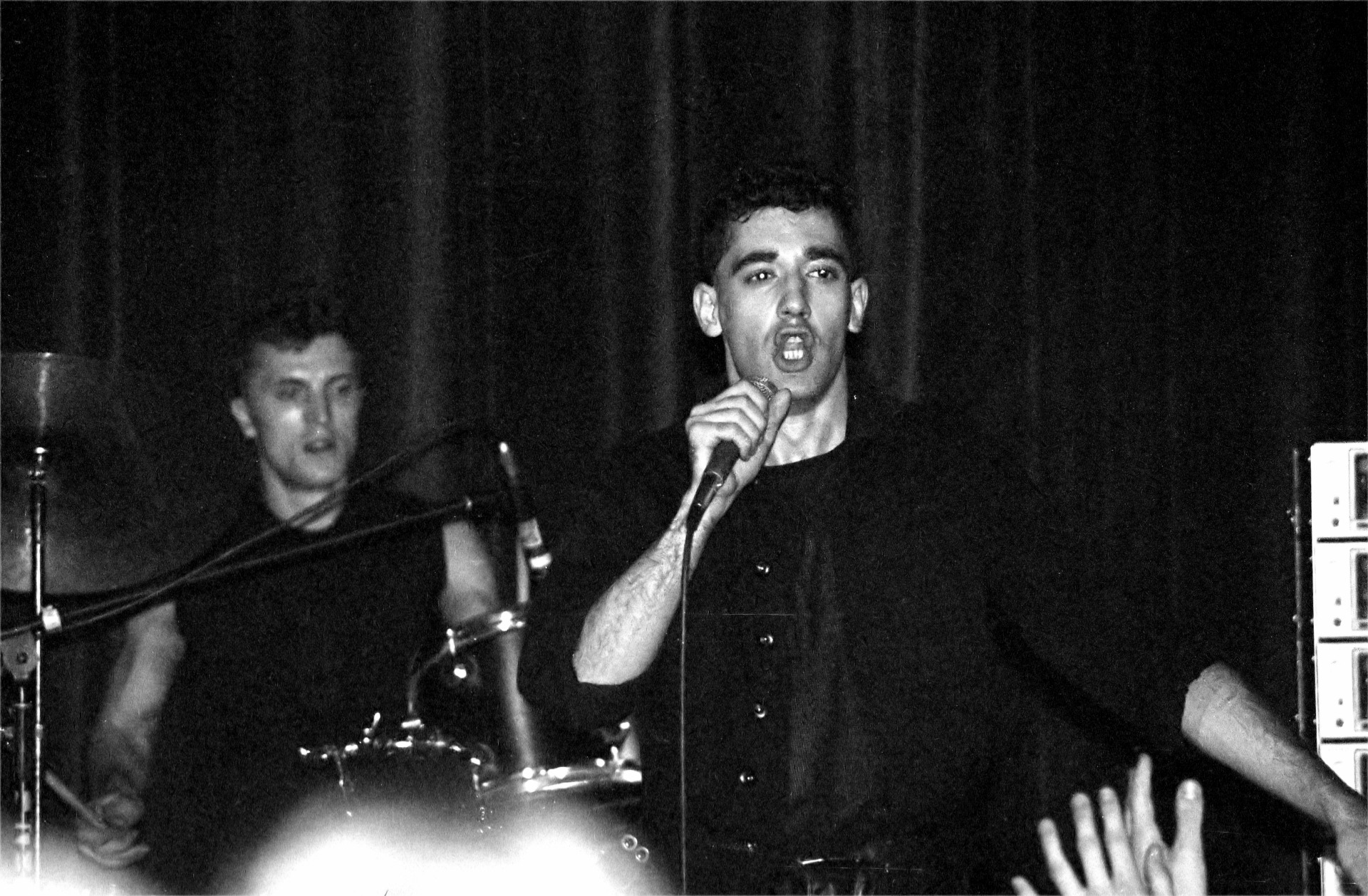
Gabi Delgado-Lopez und Robert Görl (1981)

Das folgende Album Alles ist gut sowie die Nachfolgealben Gold und Liebe und Für immer aus den Jahren 1981 und 1982 brachten den kommerziellen und künstlerischen Durchbruch.

### 1982–1986: Auflösung, Soloaktivitäten
Als Für immer erschien, hatten sich DAF bereits aufgelöst. Robert Görl und Gabi Delgado-López veröffentlichten mit Night Full of Tension bzw. Mistress 1983 englischsprachige Soloalben.
Robert Görl übernahm auf Night Full of Tension neben seiner Funktion als Multiinstrumentalist erstmals den Gesangspart. Gesanglich unterstützt wurde er von Annie Lennox von den Eurythmics, eine Gegenleistung für Görls Schlagzeugspiel auf deren Debütalbum In the Garden (1981). Veröffentlicht wurde das Album wiederum auf Mute Records.
Gabi Delgado erstellte mit Mistress ein Funk- bzw. Jazz-Album, unterstützt von Sessionmusikern. Veröffentlicht wurde das aus sechs Songs bestehende Album bei Virgin.

### 1986–2003:1st Step to Heaven, Soloaktivitäten
1986 wurde DAF von beiden reaktiviert, um das englischsprachige, im Disco-Sound gehaltene Album 1st Step to Heaven speziell für den amerikanischen Markt zu produzieren. Sowohl Görl als auch Delgado-Lopez bedienten auf diesem Album die Instrumente und übernahmen den Gesang. Danach trennten sich DAF wiederum und Gabi Delgado, der die Rechte am DAF-Namen innehatte, nahm zusammen mit Klaus Jankuhn (musikalischer Partner von DJ Westbam) als Ersatz für Robert Görl 1987 die Maxi-Single The Gun auf, welche als erste deutsche House-Platte überhaupt gilt. Virgin veröffentlichte 1988 Best of DAF, das ausschließlich Aufnahmen aus den Jahren 1981–1982 beinhaltete. Görl und Delgado-López wurden als DJs und Solokünstler im House/Techno-Bereich aktiv, konnten aber nicht die Aufmerksamkeit erreichen, die DAF erreicht hatte. 1996 bis 1999 veröffentlichte Delgado-López mit dem auch als Schauspieler bekannten Wotan Wilke Möhring als DAF/DOS zwei Alben, das „DOS“ im Namen wird oftmals als das spanische Wort für „zwei“ gewertet, also „DAF 2“.

### 2003–2006:Fünfzehn neue DAF-Lieder
2003 knüpften der inzwischen zum Buddhismus konvertierte Robert Görl und Gabi Delgado mit der Single Der Sheriff und dem Comeback-Album Fünfzehn neue DAF-Lieder soundtechnisch an die frühen 1980er Jahre an und gingen auf Welttournee. 2004 verstarb Chrislo Haas in Berlin.
Im November 2005 erklärte Gabi Delgado-Lopez, dass er weder an einem neuen Album noch an weiteren Auftritten mit DAF interessiert sei. Dies bedeutete die dritte Auflösung der Band. Die Sequenzen und Songs, die Robert Görl für mögliche weitere DAF-Veröffentlichungen bereits erstellt hatte, hat er in einem Solo-Album – zumindest teilweise – mit aufgenommen. Ende Mai 2006 veröffentlichte er die erste Singleauskopplung Seltsame Liebe.

### 2007:DAF.Partei, das Revival
2007 trat Robert Görl mit Thoralf Dietrich, Sänger der Minimal-Elektronik-Band Jäger 90, auf dem Jubiläumsfestival zum fünfjährigen Bestehen des EBM-Konzertveranstalters Electric Tremor in Dessau unter dem Namen DAF.Partei auf. Für dieses Konzert wurden die originalen Backing-Tapes der DAF-Tour von 1981 verwendet.

### Ab 2008: Letzte Jahre

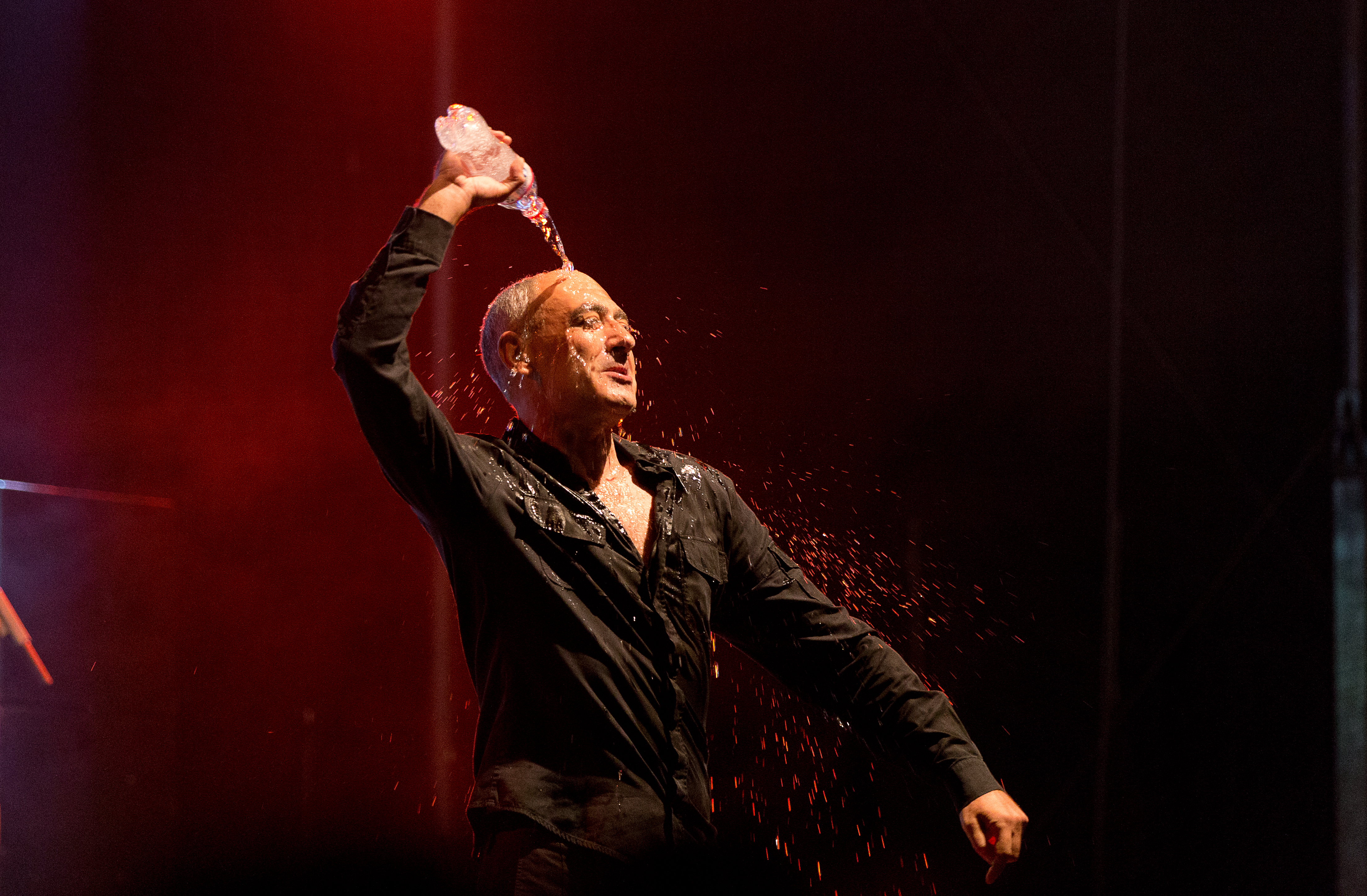
Gabi Delgado-López beim Nocturnal Culture Night Festival 2016

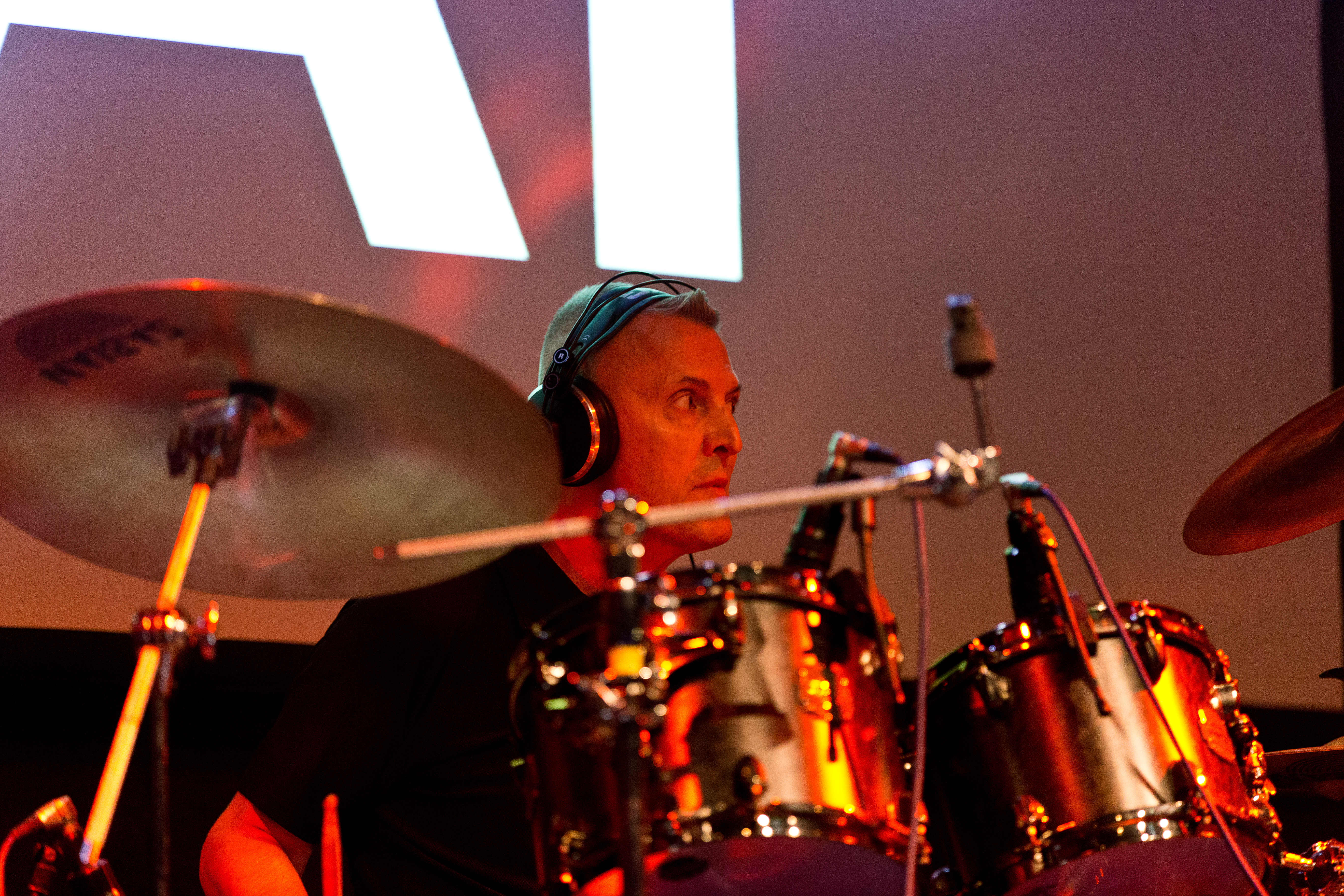
Robert Görl beim Nocturnal Culture Night Festival 2016

Am 13. August 2008 spielten DAF anlässlich ihres 30-jährigen Bandbestehens ein Konzert im Rahmen des c/o Pop (Cologne On Pop)-Festivals. Außerdem waren sie ab 2010 wieder auf Tour und spielten 2011 und 2012 auf diversen Festivals.
2017 veröffentlichten Miriam Spies und Rüdiger Esch die autorisierte Band-Biografie Das ist DAF. Ein gleichnamiges Boxset mit den fünf Studioalben aus den Jahren 1979 bis 1982 erschien im selben Jahr über Grönland Records.
Während der Planungen für ein neues DAF-Album starb Gabi Delgado-López im März 2020 im Alter von 61 Jahren in seiner Wahlheimat Portugal. Robert Görl veröffentlichte im November 2021 das Album unter dem Titel Nur Noch Einer mit Hilfe der Produzentin Sylvie Marks und unter Nutzung von unveröffentlichten DAF-Tonsequenzen aus den 1980er Jahren.
Im Oktober 2023 erschien das in Zusammenarbeit mit der Autorin Hanna Rollmann verfasste Buch Das Versteck der Stimme (engl. The Voice That Dwells within), ein autobiographischer Roman über Robert Görls Leben.

## Rezeption
- Nach der England-Tournee und Reduktion der Band vom Quintett zum Duo 1980 nahmen sich Gabi Delgado-Lopez und Robert Görl eine Wohnung im Londoner Stadtteil Finsbury Park. Von dem damals unter jungen Leuten dieses Viertels populären Kleidungsstil ließen sie sich inspirieren und stylten sich im Skinhead-/Rude-Boy-Look. Fotos davon und ihre Aussagen dazu wurden in einem Interview mit dem deutschen Musikmagazin SOUNDS dokumentiert.
- Jürgen Teipel nutzte den DAF-Songtitel Verschwende deine Jugend für seinen Doku-Roman über die Ende der 1970er/Anfang der 1980er Jahre startende „Neue Deutsche Welle“.
- 1983 gründete sich die NDW-Band Deutsch-Österreichisches Feingefühl in Anspielung auf den Bandnamen.
- Im Film Verschwende deine Jugend kommen DAF auch vor. Gespielt werden sie von Denis Moschitto (Delgado-López) und Josef Heynert (Görl). DAF sind sowohl auf der gleichnamigen CD-Kompilation anlässlich des Buches, als auch auf dem eigentlichen Film-Soundtrack vertreten.
- Unter dem Titel Tanz den Adolf Hitler, einer Zeile aus dem DAF-Song Der Mussolini, veröffentlichte der Film- und Kulturkritiker Georg Seeßlen im Jahre 1994 den ersten von zwei Bänden seiner Übersicht Faschismus in der populären Kultur.
- Das Lied Tanz mit Laibach der slowenischen Band Laibach bezieht sich auf  Der Mussolini. Selbige Band hatte bereits auf dem Album NATO (1994) den DAF-Song Alle gegen alle gecovert.
- Im Song Das Land der Vollidioten[6] der Südtiroler Band Frei.Wild findet sich die Zeile: „Wir tanzen keinen Adolf Hitler, tanzen keinen Mussolini …“
- Der Mussolini … wurde in der DDR live mehrfach von der Berliner Band Freygang adaptiert und teils mit spontanen neuen Textpassagen präsentiert, um 1982/83; blieb aber im Musikformat erkennbar.

## Diskografie

### Alben
- 1979: Produkt der Deutsch-Amerikanischen Freundschaft
- 1980: Die Kleinen und die Bösen
- 1981: Alles ist gut
- 1981: Gold und Liebe
- 1982: Für immer
- 1983: Live in Berlin 1980
- 1986: 1st Step to Heaven
- 2003: Fünfzehn neue DAF-Lieder
- 2021: Nur Noch Einer

### Kompilationen
- 1988: Best of DAF
- 1989: Hitz-Blitz (US-Compilation für die Jahre 1986–1987)
- 2009: Das Beste von DAF
- 2017: Das ist DAF

### Singles
- 1980: Kebab-Träume
- 1980: Ich und die Wirklichkeit
- 1981: Der Mussolini
- 1981: Der Räuber und der Prinz
- 1981: Liebe auf den ersten Blick
- 1986: Voulez-vous coucher avec moi?
- 1986: Pure Joy
- 1987: The Gun (Maxi-Single)
- 2003: Der Sheriff
- 2010: Du bist DAF